# Where Is the Feeling?
"Where Is the Feeling?" er en sang af den australske sangerinde Kylie Minogue fra hendes studiealbum Kylie Minogue (1994). Sangen blev skrevet af Wilf Smarties og Jayn Hanna, og produceret af Brothers in Rhythm.

## Udgivelse
Sangen blev udgivet som albummets tredje og sidste single den 10. juli 1995 af Deconstruction og Mushroom Records. Der er to versioner af den sang, en albumversion og en singleversion, hvilket er en lav-tempo house-sang, med elementer af jazz såvel som synthpop og europop. Sangen fortæller lyrisk om Minogue føler sig sårbare uden hendes elsker og værdsætter deres virksomhed.
Sangen betragtes som Minogues mindst succesfulde single til dato, og nåede hitlisterne i kun to lande, hendes hjemland Australien og Storbritannien. Sangen nåede nummer 31 på ARIA Charts, og senere ned til nummer 38, opholder sig på hitlisterne i alt tre uger. Sangen nåede nummer seksten på UK Singles Chart, og senere ned til nummer 63, opholder sig på hitlisterne i tre uger.

## Formater og sporliste
CD single
1. "Where Is the Feeling?" (BIR Dolphin Mix) – 4:11
2. "Where Is the Feeling?" (BIR Soundtrack) – 13:28
3. "Where Is the Feeling?" (Da Klubb Feelin Mix) – 10:48
4. "Where Is the Feeling?" (Morales Mix Edit) – 6:12
5. "Where Is the Feeling?" (BIR Bish Bosh Mix) – 4:48

Kassette-single
1. "Where Is the Feeling?" (BIR Dolphin Mix) – 4:11
2. "Where Is the Feeling?" (BIR Bish Bosh Mix Edit) – 4:48

Australsk kassette-single
1. "Where Is the Feeling?" (BIR Dolphin Mix) – 4:11
2. "Where Is the Feeling?" (BIR Soundtrack) – 13:28
3. "Where Is the Feeling?" (Da Klubb Feelin Mix) – 10:48
4. "Where Is the Feeling?" (Morales Mix Edit) – 6:12
5. "Where Is the Feeling?" (BIR Bish Bosh Mix) – 4:48

12" single
1. "Where Is the Feeling?" (BIR Soundtrack) – 13:28
2. "Where Is the Feeling?" (Da Klubb Feelin Mix) – 10:48

Japansk 3" CD single
1. "Where Is the Feeling?" (Album Version) – 6:59
2. "Confide in Me" – 5:51

## Hitlister
| Hitliste (1995)                   | Placering |
| --------------------------------- | --------- |
| Australien (ARIA Charts)          | 31        |
| Storbritannien (UK Singles Chart) | 16        |